# Tata Steel-toernooi 2025
Het Tata Steel-schaaktoernooi 2025 is een schaaktoernooi dat plaatsvond in het Nederlandse Wijk aan Zee van 17 januari t/m 2 februari 2025. R Praggnanandhaa werd winnaar van het toernooi na beslissingspartijen met D  Gukesh.
Vanwege bezuinigingen bij Tata Steel vond er geen Chess On Tour plaats en werden alle rondes in Wijk aan Zee gespeeld. Daarnaast vond er geen openingsceremonie plaats.

## Deelnemers

### Masters
- Fabiano Caruana
- Arjun Erigaisi
- Dommaraju Gukesh
- Nodirbek Abdusattorov
- Wei Yi
- Rameshbabu Praggnanandhaa
- Vincent Keymer
- Anish Giri
- Vladimir Fedosejev
- Pendyala Harikrishna
- Jorden van Foreest
- Alexei Sarana
- Max Warmerdam
- Leon Luke Mendonca

### Challengers
- Thai Dai van Nguyen
- Frederik Svane
- Nodirbek Yakubboev
- Ediz Gürel
- Aydın Süleymanlı
- Erwin l'Ami
- Benjamin Bok
- Kazybek Nogerbek
- Divya Deshmukh
- Rameshbabu Vaishali
- Arthur Pijpers
- Faustino Oro
- Lu Miaoyi
- Irina Bulmaga